# Jalovčí
Jalovčí (německy Jalowczy) je základní sídelní jednotka, součást obce Studená v okrese Jindřichův Hradec v Jihočeském kraji. Nachází se mezi obcí Kunžak a osadami Olšany a Suchdol, asi 7 km jihovýchodně od Strmilova a 19 km jihovýchodně od centra Jindřichova Hradce. V roce 2021 zde žilo ve čtyřech domech 11 obyvatel.
V Jalovčí je registrováno 10 čísel popisných: 38, 42, 43, 62, 63, 64, 65, 66, 68 a 69. Nachází se zde kříž a zvonička, jižně protéká Jalovčí potok.